# Harald Wedell
Harald Wedell (* 1941) ist ein deutscher Wirtschaftswissenschaftler und Autor.

## Tätigkeit
Nach dem Abschluss als Diplom-Kaufmann und der 1971 erfolgten Promotion forschte und lehrte er jahrelang an der Georg-August-Universität Göttingen, zuletzt als Akademischer Direktor. Neben Fachaufsätzen veröffentlichte er mehrere Lehrbücher für das Studium der Betriebswirtschaftslehre. Grundlagen des betriebswirtschaftlichen Rechnungswesens erschien in 16 Auflagen und galt lange Zeit als Standardwerk. An der Pfeiffer University in Charlotte hat Wedell bis heute eine Professur inne.

## Monographien
- Minderheitenschutz im Aktienrecht? Aktionärsinteressen und Rechtswirklichkeit (= Dissertation), Verlag Harri Deutsch, 1971.
- Computergestützte Erfolgsanalyse. Ein flexibles Anwenderprogramm zur Speicherung und Auswertung numerischer Daten. NWB Verlag, Herne 1990, ISBN 3-482-43491-3.
- mit Achim A. Dilling: Grundlagen des Rechnungswesens. Lehrbuch und Online-Training mit über 50 Aufgaben. Buchführung und Jahresabschluss. Kosten- und Leistungsrechnung. Aufgaben und Lösungen, 16. Aufl., NWB Verlag, Herne 2018, ISBN 978-3-482-54786-7.